# Río Cosanga
Der Río Cosanga ist ein 55 km langer rechter Nebenfluss des Río Quijos, dem Ober- und Mittellauf des Río Coca, im Nordosten Ecuadors.

## Flusslauf
Der Río Cosanga entspringt auf einer Höhe von etwa 3900 m in der Cordillera Real, 10 km südsüdöstlich des Vulkans Antisana. Das Quellgebiet liegt im Nationalpark Antisana. Das Quellgebiet des Río Quijos liegt wenige Kilometer weiter nördlich. Ein Gebirgskamm trennt die beiden Oberläufe. Der Río Cosanga fließt anfangs 25 km in östlicher Richtung. Anschließend wendet er sich nach Norden. Bei Flusskilometer 15 passiert der Fluss die gleichnamige Gemeinde, Cosanga. Die Fernstraße E45 folgt ab Cosanga dem Flusslauf und biegt kurz vor der Mündung nach Westen zu der Ortschaft Baeza ab. Der Río Cosanga mündet schließlich zwischen den beiden Ortschaften Baeza und San Francisco de Borja in den Río Quijos.

## Hydrologie
Der Río Cosanga entwässert ein Areal von 500 km². Drei Kilometer oberhalb der Mündung beträgt der mittlere Abfluss 49,3 m³/s.